# سامسونگ اس‌سی‌اچ-آی۷۷۰
سامسونگ اس‌سی‌اچ-آی۷۷۰ یک‌نمونه از گوشی‌های تلفن همراه سری I شرکت سامسونگ می باشد که توسط همین شرکت به بازار عرضه شده‌است.